# Bernd Baumgart
Bernd Baumgart (født 3. juli 1955 i Wittenberg) er en tysk tidligere roer og olympisk guldvinder.

## Karriere
Baumgart vandt sammen med Roland Kostulski det østtyske mesterskab i toer uden styrmand i 1974.
Sammen med Kostulski kom han med i den østtyske otter til OL 1976 i Montreal. Den øvrige besætning udgjordes af Gottfried Döhn, Hans-Joachim Lück, Werner Klatt, Dieter Wendisch, Ulrich Karnatz, Karl-Heinz Prudöhl og styrmand Karl-Heinz Danielowski, og østtyskerne vandt deres indledende heat i ny olympisk rekordtid. I finalen var de ligeledes hurtigst og sejrede med et forspring på næsten tre sekunder ned til Storbritannien, der fik sølv, mens New Zealand tog bronzemedaljerne. I alt deltog 11 lande i konkurrencen.
Baumgart måtte indstille sin elitekarriere i 1979 af helbredsårsager, og han blev senere idrætslærer.

## OL-medaljer
- 1976:  Guld i otter